# Salutul Imperial
„Salutul Imperial” (persană سرود شاهنشاهی ایران Sorude Šâhanšâhiye Irân) este fostul imn național al Iranului.